# Авалонія

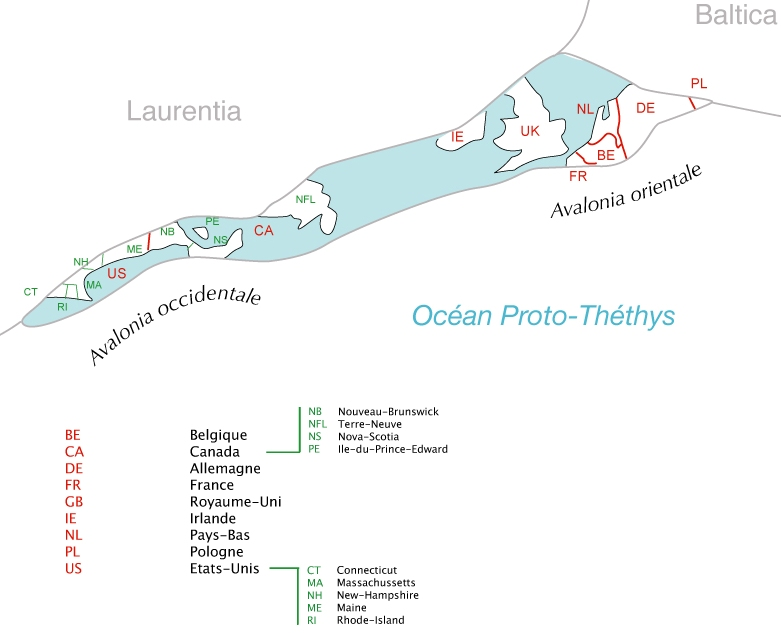
На мапі показано розташування сучасних узбереж і кордонів до основної частини Авалонії; дані наведені на кінець карбону, до того, як Європа і Північна Америка знову відокремилися один від одного; назви дано французькою мовою

Авалонія — мікроконтинент (або, якщо точніше, террейн), що існував в палеозойську еру (з раннього ордовика по силур). Фрагменти кори цього зниклого материка є підмурівком південно-західної частини Великої Британії, а також Зони східного узбережжя Північної Америки. Цей континент є також основою для багатьох найстаріших гір Західної Європи, Атлантичної Канади і берегових територій Сполучених штатів. Авалонія названа на честь півострова Авалон, розташованого у Ньюфаундленді.
Авалонія утворилася з вулканічної дуги на північному узбережжі Гондвани. Незабаром відбувся рифтогенез, і утворився цілий «архіпелаг» мікроконтинентів. З цих мікроконтинентів Авалонія стала дрейфувати першою. Позаду нього утворився океан Реїкум, океан Япетус, що розташовувався спереду, був стиснутий. Згодом Авалонія зіткнулася з древнім континентом Балтика, потім з Лаврентією (так сформувалася Лавразія), а, зрештою, з Гондваною, що завершило утворення надконтиненту Пангея. Коли Пангея розкололася, залишки Авалонії були розділені рифтом, який поклав початок Атлантичному океану.

## Розвиток

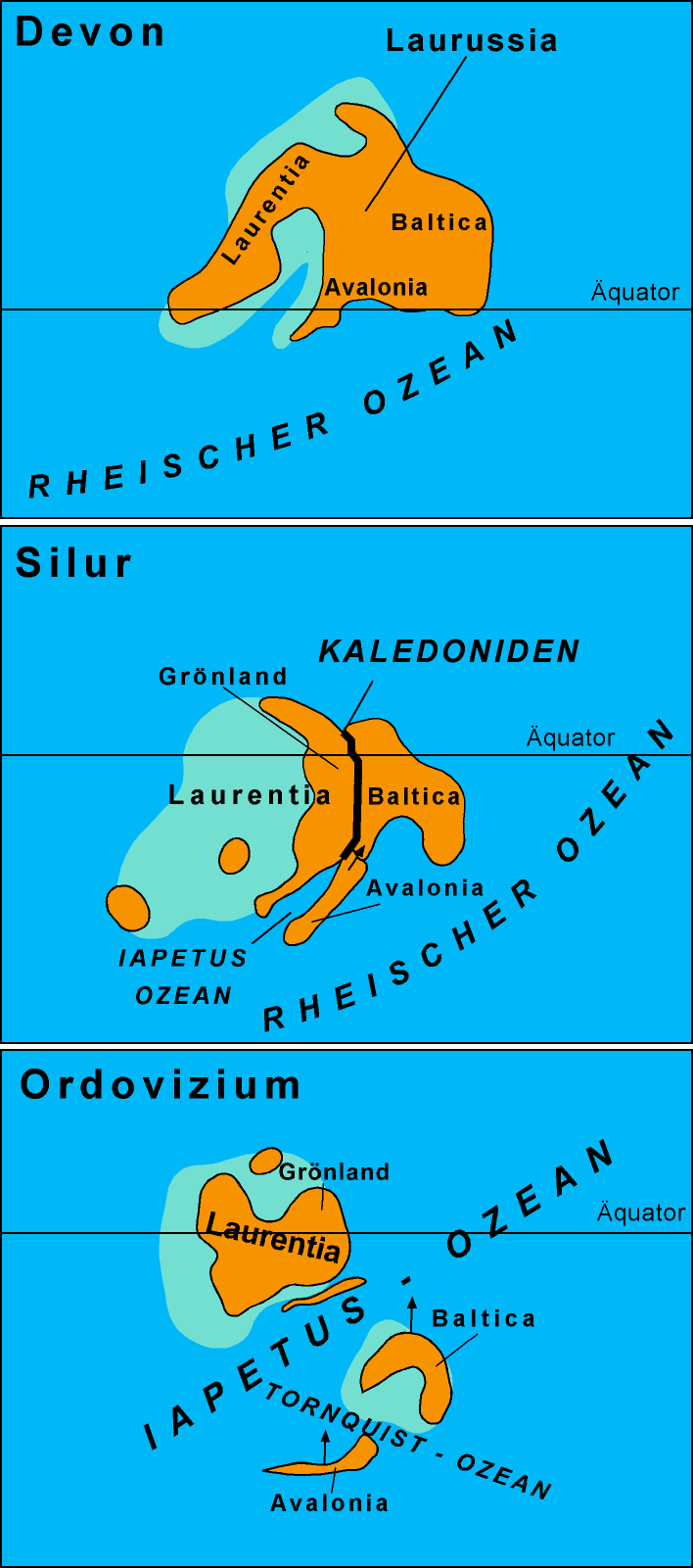
Схематична діаграма палеографічної еволюції Авалонії, Балтики, Лаврентії (назви дані німецькою мовою)

Лавруссія в девоні

Місцезнаходження гірських пасом, приурочених до каледонської і акадської складчастостей в епоху раннього девонського періоду Також показані берегові лінії за станом на сьогоднішній день, для визначення співвідношення з древніми. Червоними лінія позначені сутури, назви, дані великими літерами, позначають різні континенти або великі террейни, які приєдналися протягом каледонського горотворення

Імовірно, територія Авалонії спочатку була вулканічною дугою біля зони субдукції на околиці Гондвани. Уздовж цієї зони субдукції формувалися вулканічні острівні дуги, пізніше зімкнулися з Гондваною. Вулканічна активність почалася 730 мільйонів років тому і тривала приблизно до 570 мільйонів років тому, тобто до епохи пізнього неопротерозою .
У ранньому кембрії через руйнацію надконтиненту Паннотія Авалонія відкололася від околиці Гондвани і почала рух у Північному напрямку. Цей незалежний рух материка почасяв з 60 ° південної широти.
Рухаючись на північ, Авалонія поступово зближалася з іншим континентом — Балтикою. Наприкінці ордовику і початку силуру сталося зіткнення східного краю Авалонії з Балтикою, яка в той час перебувала у проміжку від 30 ° до 55 ° південної широти, поступово повертаючись проти годинникової стрілки. Цікаво, що протягом цих переміщень велика частина всіх континентів розташовувалася біля екватора, а Сахара над південним полюсом.
У пізньому силурі і ранньому девоні, Балтика і Авалонія, що з'єдналися, поступово зімкнулися з Лаврентією, починаючи з боку Авалонії, що зараз є террейном США і Канади. В результаті сформувався материк, відомий під назвою Лавруссія. Результатом цього зіткнення були прояви складчастості і горотворення (орогенезу), а саме Каледонська складчастість або рання фаза акадського орогенезу в Північній Америці. На момент завершення даного етапу дрейфу палеозойських материків Британія розташовувалася на 30° південної широти, в той час як Нова Шотландія — приблизно на 45°.
У пермі до Лавруссії приєдналася Арморика, що включала Іберію, — ще один мікроконтинент, що відколовся від Гондвани. Потім з Лавруссія з'єдналася і власне з Гондваною. Ці зіткнення послужили причиною герцинської складчастості, а в Північній Америці — пізньої фази акадського орогенезу. В результаті об'єднання Лавруссії з Гондваною та іншими материками в пізньому карбоні сформувався надконтинент Пангея. При цьому колишня Авалонія опинилася в центральній частині Пангеї, поблизу екватора, проте частково затоплена мілководним морем.
В юрському періоді відбувся поділ Пангеї на Лавразію (північну частину) і Гондвану (південну), причому Авалонія стала частиною Лавразії. У крейдяному періоді остання розкололася на Північну Америку і Євразію, при цьому західна частина Авалонії опинилася в Північній Америці, а східна — в Європі.
Як тільки від Гондвани відкололася африканська частина, Іберійська плита знову почала рухатися. Це останній рух започаткував альпійський орогенез, зокрема, утворення Піренеїв, що відбулося в міоцені і пліоцені . Як результат, наразі фрагменти Авалонії можна знайти на обох берегах Гібралтарської протоки.

## Наслідки

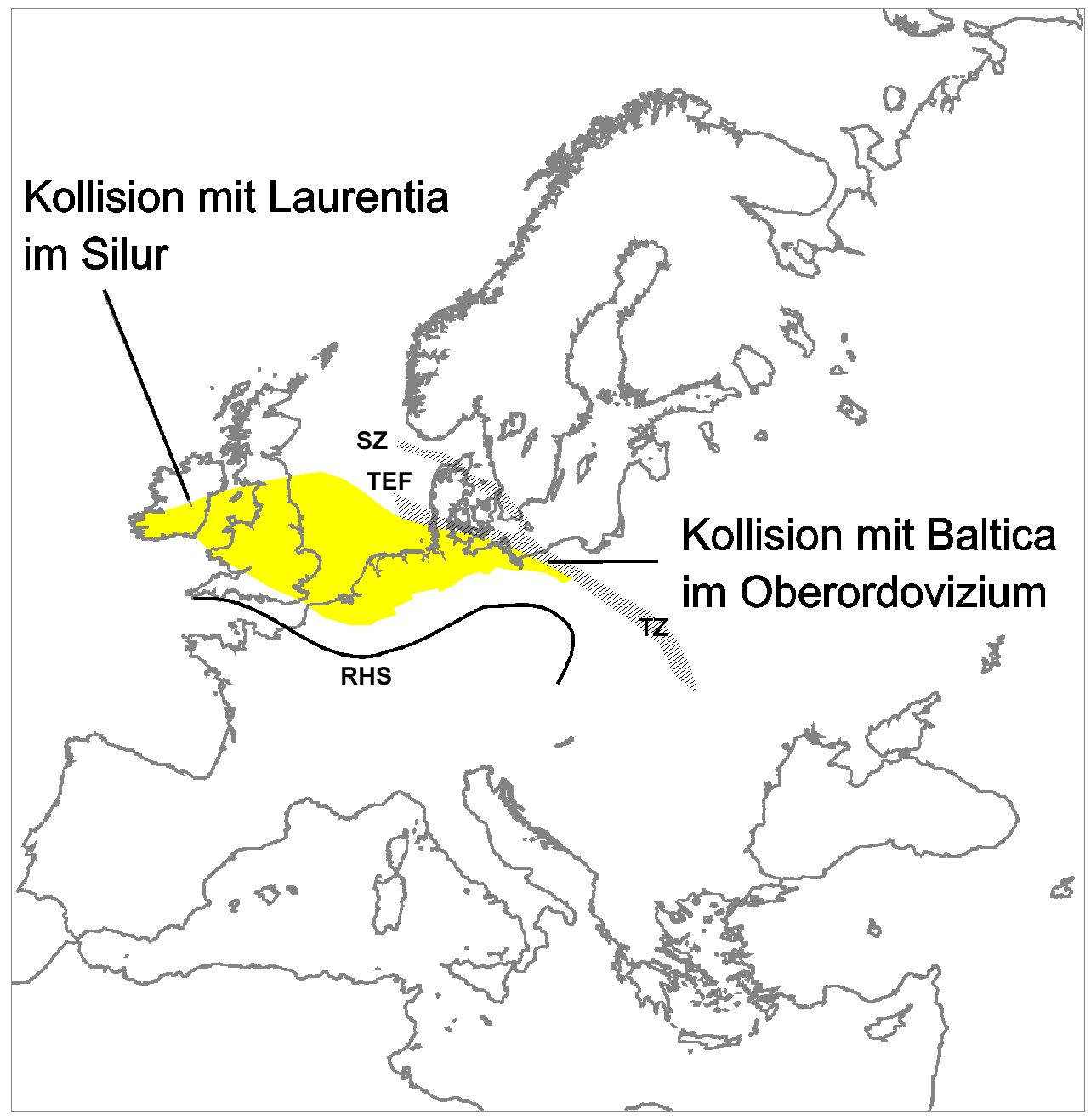
Ця мапа показує місце розташування гірських порід Авалонії в Європі. Примітки на ній показують ту частину континенту, яка зіткнулася з Балтикою у верхньому ордовику, а також ту, що зіткнулася з Лаврентією в силурі. Частини Авалонії, зараз розташовані на Піренейському півострові і в Марокко були принесені туди за допомогою переміщення Іберії протягом наступного зіткнення з Гондваною, за яким відбулось розділення. Далеко не всі ці породи знаходяться на сучасній земній поверхні

Частина Великої Британії, що утворилася з Авалонії, практично повністю збігається з Англією і Уельсом. В інших місцях Європи, фрагменти Авалонії також можна знайти в горах Арденнах в Бельгії, на північному сході Франції, півночі Німеччини, північному заході Польщі, південному сході Ірландії і північно-західному узбережжі Піренейського півострова (територія Іспанії і Португалії). Також із залишків Авалонії сформувалася територія Чехії (область Богемія).
Частина Британсько-Бельгійського сегменту Європи в епоху кам'яновугільного періоду утворювала острів, що вплинуло на розташування родовищ вугілля; накшталт, «Лондонсько-Брабантський масив». Його величина мала вплив на геологічну структуру ділянки між вищезазначеними горами Арденнами і Мідлендз, вплинувши також на складки земної кори, що утворили в результаті так званого «Герценського орогенезу».
На території Канади, залишки Авалонії містять, насамперед, півострів Авалон, місцезнаходження якого — південний схід Ньюфаундленду, також південна частина провінції Нью-Брансвік, частина Нової Шотландії, нарешті, Острів Принца Едуарда. У США залишки Авалонії представлені північним узбережжям штату Мен, територією острова Род-Айленд (повністю, зокрема, місто Джеймстаун), і іншими частинами узбережжя Нової Англії.

## Ресурси Інтернету
- Мапа, що показує Авалон в епоху ордовицького періоду
- Взаємне розташування Авалонії і Гондвани [Архівовано 24 вересня 2015 у Wayback Machine.] (англ.)